# Mankapur
Mankapur fou un estat talukdari de l'Oudh, format per 189 pobles, al districte de Gonda, modern Uttar Pradesh. Raja Dutt Singh de Gonda va capturar a Bandhalgoti Rai de Mankapur i la va donar al seu fill petit (encara un infant) Ajmat Singh.

## Llista de talukdars
- Raja AJMAT SINGHJI vers 1681
- Raja GOPAL SINGHJI
- Raja BAHADUR SINGHJI (fill)
- Raja BAKHT SINGHJI (fill)
- Raja PRITHVI PAT SINGHJI (fill)
- Raja JAI PRAKASH SINGHJI ?-1884
- Raja RAGHURAJ SINGHJI 1884-1932
- Raja AMBIKESHWAR PRATAP SINGHJI conegut com a Sadhu Raja 1932-1943
- Raja RAGHVENDRA PRATAP SINGHJI 1943-1954 (+1964)